# Хітіничі
Хітіничі (рос. Хитиничи) — присілок Бокситогорського району Ленінградської області Росії. Входить до складу Великодвірського сільського поселення.
Населення — 4 особи (2012 рік).